# Mommy Market – Auf der Suche nach der Traummutter
Mommy Market – Auf der Suche nach der Traummutter ist ein US-amerikanischer Fantasyfilm nach einem Kinderbuch der Autorin Nancy Brelis, deren Tochter Tia Brelis das Drehbuch schrieb und Regie führte. Der Familienfilm kam am 13. Mai 1994 in die US-amerikanischen Kinos.

## Handlung
Die Geschwister Jeremy, Elizabeth und Harry haben es satt, von ihrer alleinerziehenden, überarbeiteten Mutter ungerecht behandelt zu werden. Zudem haben sie Schwierigkeiten in der Schule, weshalb der Schuldirektor für den ersten Ferientag seinen Besuch im Haus der Martins angekündigt hat, um mit der Mutter wegen des angeblichen Fehlverhaltens der Kinder zu sprechen. Ihre Mutter verdonnert sie daraufhin zu Hausarrest ohne Fernsehen und Taschengeld für die gesamten Sommerferien. Die nette alte Mrs. Cavour, die sie in ihrem Garten besuchen, berichtet ihnen von einem Zauber, der die Mutter verschwinden lässt, allerdings auch die Erinnerung an sie.
Am nächsten Morgen ist die Mutter verschwunden. Dem Schuldirektor Mr. Leeby, vor dem sie die Abwesenheit der Mutter mit einem plötzlichen Notfall erklären, will den Sozialdienst schicken. Die Kinder, die nun dringend eine Mutter brauchen, wenden sich erneut an Mrs. Cavour, die ihnen vom Mommy Market erzählt, einem Marktplatz, auf dem sich Kinder ihre Mütter selbst aussuchen dürfen.
Sofort begeben sie sich dorthin. Ihre Wahl fällt auf eine zigarettenrauchende Diva – vor allem Elizabeth ist von ihr angetan. Zuhause angekommen, wirft diese herumliegendes Spielzeug in den Müll, obwohl die Kinder daran hängen. Elizabeth, Jeremy und Harry bekommen Kleider und Frisuren aus dem vorherigen Jahrhundert verpasst. Außerdem serviert ihnen die neue Mutter gleich am ersten Abend eine unappetitliche Mahlzeit. Sie beschließen, die vornehme Dame aus dem Haus zu ekeln, indem sie ihr Harrys Leguan ins Bett setzen. Hatte sie doch ihre Abneigung gegenüber dem Tier bei ihrer Ankunft deutlich durch Kreischen zum Ausdruck gebracht.
Da den drei Geschwistern zwei weitere Versuche offenstehen, begeben sie sich ein weiteres Mal zum Mommy Market. Diesmal darf Jeremy eine neue Mutter aussuchen.  Jeremy wählt eine Pfadfinderin. Aber auch sie ist nicht perfekt. Sie weckt die Kinder in den frühen Morgenstunden für einen kräftezehrenden Ausflug, mischt sich in das Spiel der Kinder ein und vergrault damit deren Freunde. Die Kinder bitten die Pfadfinderin, wieder zu gehen.
Beim dritten und letzten Versuch bekommt der kleine Harry die Gelegenheit, auf dem Mommy Market eine Mutter auszusuchen. Eine Zirkusartistin namens Natascha soll es sein. Sie bringt allerdings gleich die komplette Zirkusbelegschaft mit. Ein Hüne mit Superkräften zerbricht mit bloßen Händen Harrys BMX-Rad, was Harry natürlich traurig stimmt. Den drei Kindern wird es zu turbulent im Haus. Um die Truppe aus dem Haus zu locken, entführen Jeremy und Harry kurzerhand den Tourbus. Unabsichtlich fahren sie ihn zu Schrott. Natascha trauert um den Bus und verlässt die Familie.
Nun stehen die Kinder ohne Mutter da, während Mr. Leeby mit einer Fürsorgerin erscheint und ihnen ankündigt, dass sie in unterschiedlichen Kinderheimen untergebracht würden. Von Mrs. Cavour erfahren sie, dass der Zauber gebrochen werden kann, wenn sie sich gemeinsam an etwas von ihrer Mutter erinnern können. Eine schöne Erinnerung bringt die Mutter zurück.

## Hintergrund
- Der Film wurde Ende 1992 in Richmond (Virginia) gedreht.
- Der Wrestler André the Giant maß 2,13 m und verstarb einige Wochen nach den Dreharbeiten an einem Herzinfarkt.[2]
- Der englische Alternativtitel lautet The Mommy Market.
- Das Kinderbuch The Mummy Market von Nancy Brelis erschien 1966 bei HarperCollins in englischer Sprache.[3]

## Kritik
Das Lexikon des internationalen Films urteilte, bei der Produktion handle es sich um einen „heitere[n], geradlinige[n] und überzeugend gespielte[n] Kinderfilm mit ansprechender Fotografie“.